# Omphalanthus baracoensis
Omphalanthus baracoensis är en bladmossart som beskrevs av Mustelier, M.E.Reiner et Gradst.. Omphalanthus baracoensis ingår i släktet Omphalanthus och familjen Lejeuneaceae. Inga underarter finns listade i Catalogue of Life.